# Likouala (rzeka)
Likouala – rzeka o długości 480 km w Kongu, prawy dopływ rzeki Kongo. Wzdłuż biegu rzeki leży wiele terenów bagiennych i podmokłych. Głównymi dopływami są: Kouyou, Mambili, Lengouè. Rzeka na odcinku ok. 210 km, między Mossaką a Ntokou, jest żeglowna (4–5 dni rejsu do stołecznego Brazzaville).
Właściwości fizyko-chemiczne:
- kwasowość: 4,9–5,6 pH
- temperatura: 25,5–27,5°C
- konduktancja: 8,8μS/cm